# 원더볼즈
《원더볼즈》(영어: Wonder Balls)는 시너지미디어가 제작하고 EBS TV에서 방영된 대한민국의 애니메이션이다. 공 모양의 미술 도구들을 주인공으로 하고 있으며, "음악과 미술을 소재로 한 창의놀이 애니메이션"을 표방하고 있다. 첫번째 시즌은 2014년 2월 28일부터 8월 29일까지 방영되었으며, 두번째 시즌은 첫번째 시즌 방영 5년 만인 2019년 2월 25일부터 6월 24일까지 방영되었다.